# Wouter I van Edingen
Wouter I van Edingen (circa 1225 - 9 mei 1271; enkele naamsvarianten: Gauthier, Wauthier, Wautier, Walter, Walterus), bijgenaamd de Grote, was een zoon van Zeger I van Edingen en van Adelheid van Zottegem. Hij volgde zijn vader op als heer van Edingen in 1253. Wouter huwde in 1246 met Mathilde van Barbençon, vervolgens met Mathilde van Perwez en Dongelberg († ca. 1265), en ten slotte in 1266 met Maria (ca. 1245-1316), dochter van Manasses V van Rethel, met wie hij drie kinderen kreeg:
- Wouter II van Edingen (ca. 1267-1307/1309/1310) gehuwd met Yolande van Vlaanderen (na 1272-1313/1329), dochter van Robrecht van Béthune, de Leeuw van Vlaanderen en Yolande van Bourgondië;
- Gerard van Edingen;
- Maria van Edingen († 1318);

Wouter liet het kasteel van Edingen versterken en was medeondertekenaar van het Traktaat van Kortenberg tussen de hertogin van Brabant en de stad Leuven in 1267. 